# The Mysterious Affair at Styles
The Mysterious Affair at Styles (O Misterioso Caso de Styles, no Brasil / O Misterioso Caso de Styles ou A Primeira Investigação de Poirot foi publicado em 1950 pela Livraria Civilização, em Portugal) é um romance policial de Agatha Christie, publicado em 1920.
O primeiro livro da autora foi bem recebido pelos revisores. Uma análise em 1990 foi positiva sobre o enredo, considerado o romance de poucos por Christie que está bem ancorado no tempo e no espaço, uma história que sabe que descreve o fim de uma era e menciona que o enredo é inteligente. Christie não dominou a esperteza em seu primeiro romance, pois "muitas pistas tendem a se anular"; isso foi julgado uma dificuldade "que Conan Doyle nunca superou satisfatoriamente, mas que Christie superaria".
Styles apresenta pela primeira vez o detetive Hercule Poirot, o inspetor (mais tarde, inspetor-chefe) Japp e Arthur Hastings. O romance é narrado em primeira pessoa, pelo próprio capitão Hastings. A história é ambientada em uma enorme e isolada casa de campo, com alguns suspeitos, os quais escondem informações sobre suas próprias vidas. Poirot, um refugiado belga da Grande Guerra, está se estabelecendo na Inglaterra, perto da casa de Emily Inglethorp, que o ajudou em sua nova vida. Seu amigo Hastings chega como hóspede em sua casa. Quando a mulher é morta, Poirot usa suas habilidades de detetive para resolver o mistério. O livro inclui mapas da casa, a cena do crime e um desenho de um fragmento de um testamento.
A verdadeira primeira publicação do romance foi uma série semanal no The Times, incluindo os mapas da casa e outras ilustrações incluídas no livro. Este romance foi um dos dez primeiros livros publicados pela Penguin Books quando começou em 1935.

## Composição e publicação original
Agatha Christie começou a trabalhar em The Mysterious Affair at Styles em 1916, escrevendo a maior parte em Dartmoor. O personagem de Hercule Poirot foi inspirado por sua experiência como enfermeira, ministrando a soldados belgas durante a Primeira Guerra Mundial e por refugiados belgas que viviam em Torquay.
O manuscrito foi rejeitado por Hodder e Stoughton e Methuen. Christie então enviou o manuscrito para The Bodley Head. Após manter a inscrição por vários meses, o fundador do The Bodley Head, John Lane, no se ofereceu para aceitá-la, desde que Christie fizesse pequenas alterações no final. Ela revisou o penúltimo capítulo, mudando o cenário da grande revelação de Poirot de um tribunal para a biblioteca Styles. Christie mais tarde afirmou que o contrato que assinou com Lane era explorador.
The Mysterious Affair at Styles foi publicado por John Lane nos Estados Unidos em outubro de 1920 e por The Bodley Head no Reino Unido em 21 de janeiro de 1921. A edição dos EUA foi vendida a varejo por US$ 2,00 e a edição do Reino Unido por sete xelins e seis pence (7/6).

## Enredo
Certa manhã, em Styles Court, uma mansão rural em Essex, seus residentes acordam com a descoberta de que a proprietária, a idosa Emily Inglethorp, morreu. Ela foi envenenada com estricnina. Arthur Hastings, um soldado da Frente Ocidental que fica lá como hóspede em licença médica, se aventura na vila vizinha de Styles St. Mary, para obter ajuda de seu amigo que está lá - Hercule Poirot. Poirot descobre que Emily era uma mulher rica - com a morte de seu marido anterior, o Sr. Cavendish, ela herdou dele a mansão e uma grande parte de sua renda. Sua família inclui: seu marido Alfred Inglethorp, um homem mais novo com quem ela se casou recentemente; os enteados (do casamento anterior do primeiro marido) John e Lawrence Cavendish; A esposa de John, Mary Cavendish; Cynthia Murdoch, filha de uma amiga falecida da família; e Evelyn Howard, companheira de Emily.
Poirot descobre que, por vontade de Emily, John é o remanescente investido da mansão - ele herda a propriedade dela, por vontade de seu pai. No entanto, o dinheiro que ela herdou seria distribuído de acordo com sua própria vontade, que ela mudava pelo menos uma vez por ano; sua vontade mais recente favorece Alfred, que herdará sua fortuna. No dia do assassinato, Emily estava discutindo com alguém, suspeito de ser Alfred ou John. Ela ficou bastante angustiada depois disso e, aparentemente, fez um novo testamento - ninguém pode encontrar nenhuma evidência de que ele exista. Alfred deixou a mansão mais cedo naquela noite e passou a noite na vila. Enquanto isso, Emily comeu pouco no jantar e se retirou cedo para o quarto, levando sua caixa de documentos; quando seu corpo foi encontrado, a caixa de documentos tinha sido forçada a abrir e um documento foi removido. Ninguém pôde explicar como ou quando o veneno foi administrado a ela.
O inspetor Japp, o oficial de investigação, considera Alfred o principal suspeito, pois ele tira o máximo proveito da morte de sua esposa. Os Cavendishes suspeitam que ele seja um caçador de fortunas, pois era muito mais jovem que Emily. Poirot observa que seu comportamento é suspeito durante a investigação - ele se recusa a fornecer um álibi e nega abertamente a compra da estricnina na vila, apesar das evidências em contrário. Embora Japp queira prendê-lo, Poirot intervém, provando que não poderia ter comprado o veneno; a assinatura da compra corresponde à sua caligrafia. A suspeita agora recai sobre John - ele é o próximo a ganhar com o testamento de Emily e não tem álibi pelo assassinato. Japp logo o prende - a assinatura do veneno está em sua caligrafia; um frasco que continha o veneno é encontrado em seu quarto; uma barba e um par de pince-nez idênticos aos de Alfred são encontrados na mansão.
Poirot logo exonera John do crime. Ele revela que o assassinato foi cometido por Alfred Inglethorp, com a ajuda de sua prima Evelyn Howard. O par fingiu ser inimigo, mas estava envolvido romanticamente. Eles adicionaram brometo ao medicamento noturno regular de Emily, obtido a partir do pó para dormir, que tornava a dose final letal. Os dois deixaram evidências falsas que incriminariam Alfred, que eles sabiam que seriam refutadas em seu julgamento; uma vez absolvido, ele não poderia ser julgado novamente pelo crime se fossem encontradas evidências genuínas contra ele, de acordo com a Bis in idem. John foi enquadrado pelo par como parte de seu plano; sua caligrafia foi forjada por Evelyn, e as provas contra ele foram fabricadas.
Poirot revela que, quando percebeu que Alfred queria ser preso, impediu Japp de fazê-lo até descobrir o porquê. Ele também revela que encontrou uma carta no quarto de Emily, graças a uma observação casual de Hastings, que detalhava as intenções de Alfred para sua esposa. A angústia de Emily na tarde do assassinato foi porque ela o encontrara na mesa dele enquanto procurava selos. Seu caso foi forçado a abrir por Alfred, como ele descobriu que ela o havia levado; ele foi forçado a recuperá-lo do caso e escondeu-o na sala, pois não foi encontrado.

## Personagens
- Hercule Poirot - Renomado detetive particular belga. Vive na Inglaterra depois do começo da guerra na Europa. Investiga o caso a pedido de seu velho amigo Hastings.
- Hastings - Amigo de Poirot e o narrador do caso. Ele é convidado a morar em Styles Court enquanto está de licença médica da Frente Ocidental.
- Inspetor Japp - Um detetive da Scotland Yard e o oficial de investigação. Ele é conhecido de Poirot na época em que se passa o romance.
- Emilly Inglethorp - Uma velha rica e esposa de Alfred Inglethorp. Sua fortuna e casa de Styles Court foram herdadas por ela após a morte de seu primeiro marido, o Sr. Cavendish. É também a vítima do caso.
- Alfred Inglethorp - o segundo marido de Emily e um homem muito mais jovem que ela. Considerada por sua família um caçadora de fortunas.
- John Cavendish - enteado mais velho de Emily, do casamento anterior de seu primeiro marido, e irmão de Lawrence.
- Mary Cavendish - esposa de John, amiga do Dr. Bauerstein.
- Lawrence Cavendish - enteado mais novo de Emily, do casamento anterior de seu primeiro marido, e irmão de John. Conhecido por ter estudado medicina.
- Evelyn Howard - a companheira de Emily, que fala abertamente sobre suas opiniões negativas em relação a Alfred Inglethorp.
- Cynthia Murdoch - A filha de um amigo falecido da família, e portanto, órfã. Ela realiza trabalhos de guerra na farmácia de um hospital próximo.
- Dr. Bauerstein - Um toxicologista conhecido, vivendo não muito longe de Styles.
- Dorcas - Empregada doméstica em Styles.

## Dedicatória
A dedicatória do livro diz: "Para minha mãe".
A mãe de Christie, Clarissa Boehmer Miller (1854–1926), foi uma forte influência em sua vida e alguém com quem Christie era extremamente próxima, especialmente após a morte de seu pai em 1901. Foi quando Christie estava doente ( por volta de 1908) que sua mãe sugeriu que ela escrevesse uma história. O resultado foi The House of Beauty, agora um trabalho perdido, que hesitantemente iniciou sua carreira de escritor. Christie posteriormente revisou essa história como The House of Dreams, e foi publicada na edição 74 da The Sovereign Magazine em janeiro de 1926 e, muitos anos depois, em 1997, em forma de livro em While the Light Lasts and Other Stories.

## Adaptações

### Televisão
The Mysterious Affair at Styles foi adaptado como um episódio da série Agatha Christie's Poirot em 16 de setembro de 1990; o episódio foi feito especialmente pela ITV para comemorar o centenário do nascimento da autora. Filmado em Chavenage House, Gloucestershire, a adaptação foi geralmente fiel ao romance. No entanto, omitiu o Dr. Bauerstein e alguns personagens secundários, enquanto fornecia mais detalhes sobre o primeiro encontro de Hastings com Poirot - eles se encontraram durante uma investigação sobre um tiroteio, no qual Hastings era suspeito.

### Rádio
O romance foi adaptado como uma série de cinco partes para a Rádio BBC 4 em 2005. John Moffatt reprisou seu papel de Poirot. A série foi transmitida semanalmente de segunda-feira, 5 de setembro a segunda-feira, 3 de outubro, das 11h30 às 12h00. Todos os cinco episódios foram gravados na segunda-feira, 4 de abril de 2005, na Bush House. Esta versão manteve a narração em primeira pessoa pelo personagem de Hastings. 

No Brasil, o livro recebeu uma adaptação para audiobook pela Audible, em 2025. O ator Marco Ricca interpretou o personagem Hercule Poirot.